# Lehrerraumsystem
Unter dem Lehrerraumsystem (auch Lehrerraumprinzip, Lehrerraumkonzept oder Kabinettsystem genannt) versteht man eine Raumnutzung in Schulen, in dem Unterrichtsräume nicht einzelnen Schulklassen (als Klassenraum), sondern Lehrern zugeordnet sind. Das Lehrerraumsystem bietet Lehrern die Möglichkeit, ihren Unterrichtsraum nicht nur den Anforderungen ihres jeweiligen Unterrichtsfaches, sondern auch ihren persönlichen Vorstellungen und Wünschen entsprechend zu gestalten.
In einigen Ländern – wie den Niederlanden und den Vereinigten Staaten – ist das Lehrerraumsystem die Regel. In Deutschland kommt es nur an ausgewählten Schulen in einzelnen Bundesländern zum Einsatz, beispielsweise in Nordrhein-Westfalen, Hamburg oder Schleswig-Holstein.

## Vor- und Nachteile
Die Vorteile sind:
- Speziell die Materialien für die Freie Arbeit können vom Lehrer langfristig gesammelt und zudem einsatzbereit gelagert und vorbereitet werden.
- Es können Fachräume auch für andere Fächer als den Naturwissenschaften entstehen, beispielsweise Literaturunterricht, Lese- und Rechenförderung, Fremdsprachen usw.
- Verschiedene, dem Fach angepasste Sozialformen können ohne ständiges Umstellen des Mobiliars eingesetzt werden.
- Durch Karten, Bilder, Regeltafeln, wechselnde oder ständige Ausstellungen usw. kann der Raum individuell und fachspezifisch gestaltet werden.
- Die hohen jährlichen Instandhaltungskosten für Schäden, die durch Vandalismus entstehen, sinken deutlich, weil die Schüler nicht mehr unbeaufsichtigt in den Räumen sind. Dieses Geld kann dann z. B. in die bessere Ausstattung der Schulen investiert werden.
- Attraktivere Räume führen dazu, dass sich auch Schüler in den Räumen wohler fühlen und sich mit ihrer Schule mehr identifizieren.
- Lehrer haben einen Arbeitsplatz, den sie auch jenseits von Unterricht nutzen können, z. B. zur Unterrichtsvor- und nachbereitung, für Korrekturen oder auch Beratungsgespräche.
- Die Verantwortung für den Zustand des Raumes trägt der Lehrer. Es entsteht vielleicht ein gesunder Wettbewerb, wer den ansprechendsten Raum hat. Lernorte werden so attraktiver.
- Ausstattung der Räume mit empfindlichen Gegenständen, z. B. Beamer, PCs, interactive Whiteboards etc. lohnt sich, weil es keine Beschädigungen durch vandalisierende Schüler mehr gibt.

Die Nachteile sind:
Anstatt die Schüler in den 5-Minuten-Pausen unbeaufsichtigt in den Klassen verweilen zu lassen (da die Lehrer ja zur nächsten Klasse müssen), sind so die Schüler „auf Wanderschaft“ zur nächsten Lehrkraft. Folgende Probleme können auftreten:
- Schülermassen in Bewegung
- mögliches Chaos und hohe Verschmutzung auf den Fluren
- Schleppen von Büchertaschen
- herabgesetzte Identifizierung der Schüler mit dem Gebäude (der Schule), da es keine „eigenen“ Klassenräume mehr gibt
- statistisch erhöhte Wahrscheinlichkeit von Springstunden in den Lehrerstundenplänen durch Koppelung der Räume an eine höhere Personenzahl (Lehrer statt Klassen)
- i. d. R. Benachteiligung von Teilzeit-Lehrern und Fachraum-Unterrichtenden, da diese später in die Pläne gesetzt werden

Erfahrungswerte bestätigen diese Befürchtungen nur teilweise; dennoch setzten nur wenige deutsche Schulen dieses System ein. Probeläufe an Schulen in NRW, z. B. an der Realschule im Schulzentrum Arnsberg-Sundern haben auch anfangs skeptische Kollegen überzeugt, die sich dann mit großer Mehrheit für die Weiterführung des Lehrerraumsystems entschieden.

## Das Lehrerraumsystem in anderen Ländern

### Vereinigte Staaten
Siehe auch: Schulsystem der Vereinigten Staaten, Schullehrer#Vereinigte Staaten
In den Vereinigten Staaten ist das Lehrerraumsystem die Regel. Die in Deutschland diskutierten Nachteile dieses Systems spielen in den USA kaum eine Rolle, weil an amerikanischen Schulen z. B. strikte Verhaltensordnungen bestehen, die ein Durcheinanderlaufen der Schüler auf den Fluren wirkungsvoll unterbinden. An die Stelle des in Deutschland üblichen 45-Minuten-Taktes mit Läutzeichen und 5-Minuten-Pause tritt an vielen amerikanischen Schulen, besonders an Grundschulen, eine flexible Zeiteinteilung, die weiter verhindert, dass allzu viele Schüler gleichzeitig auf den Fluren unterwegs sind. Das Schleppen schwerer Büchertaschen entfällt während des Schultages, weil die Schüler auf dem Schulflur individuelle (Schließ-)Fächer haben.